# Церковь Иоанна Крестителя (Старый Крым)
Церковь Иоанна Крестителя — развалины христианского храма в городе Старый Крым в Крыму, памятник средневекового периода истории города. Построен в XI—XIV веках. Памятник архитектуры федерального значения. Находится в полуразрушенном состоянии. 
Конфессиональная принадлежность храма остается предметом дискуссий. Возможно, это греческий византийский храм, в архитектурном плане являющийся промежуточным звеном между архитектурными памятниками Балкан
и Крыма. Тем не менее есть серьезные основания считать его армянским храмом
Службы проводились до 1930 года, сейчас же один раз в год православный священник проводит службу для представителей греческой общины, прямо под открытым небом.

## Относительно названия церкви
На территории Солхата было шесть христианских армянских храмов. Ни один из них до наших дней не сохранился. Посетивший Старый Крым в середине XIX века Григорий Иванович Спасский упоминает две греческие церкви, обе были в развалинах. Одна из них находилась недалеко от мечети Узбека и носила имя Успения Божьей Матери, вторая — на юго-восточном склоне Таз-Агармыш. На её месте была построена часовня в честь Георгия Победоносца. Поскольку поблизости от мечети Узбека были известны руины только одной церкви — у бывшего табачного склада, то, очевидно, в то время она и могла носить имя Успения Божией Матери. 
Впервые развалины храма были отмечены на плане Ивана Лютова 1783 года. В своем сообщении от 1892 года Арсений Иванович Маркевич отмечает, что его информаторы называли церковь у табачного склада — Святого Георгия. В 1903 году по ходатайству Таврической ученой архивной комиссии в Старом Крыму были отреставрированы развалины некой греческой церкви Успения Божией Матери. Вероятно, произошла какая-то накладка, и церковь Успения Божьей Матери у бывшего табачного склада почему-то названа А. И. Маркевичем то в честь Святого Георгия, то именем Святого Иоанна Богослова. Больше никто из исследователей не упоминает наличие в Старом Крыму греческой церкви Святого Иоанна Богослова.
Кроме того, Г. И. Спасский указывает, что ещё одна разрушенная православная церковь Успения Божией Матери находилась на месте бывшего армянского монастыря (он тоже был назван во имя Успения Божией Матери). Именно церковь с таким же названием воссоздали в 1860—1880-х годах, и просуществовала она до 1950-х годов, когда и была разрушена при строительстве пекарни, которая сейчас является частным домовладением (улица Ленина, 42). Эта церковь называлась Успенской, сохранилось её фото. Интересно, что новую церковь строили вблизи развалин старого храма, которые планировали сохранить.

## Историческая справка

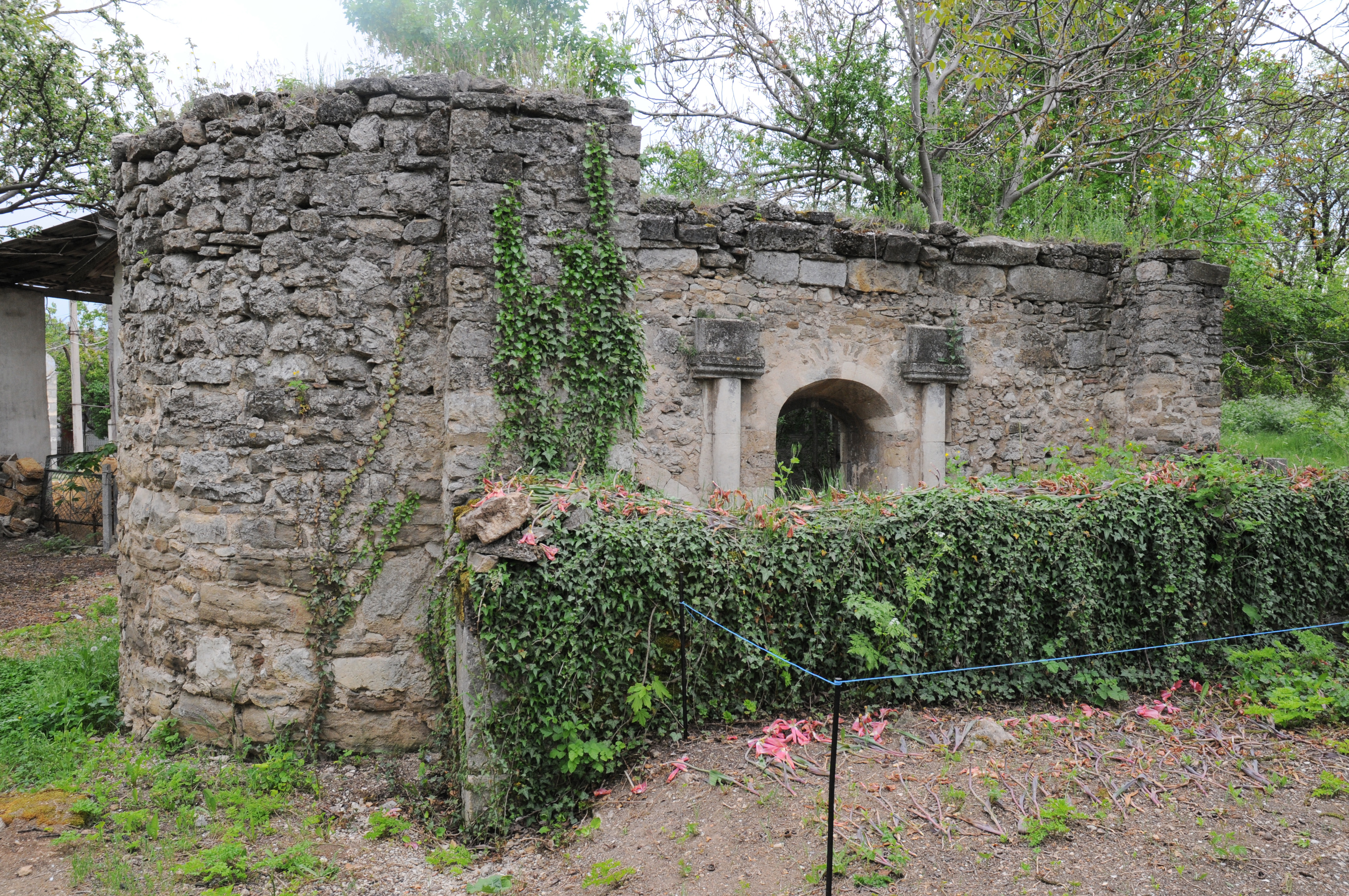
Церковь Иоанна Крестителя (Старый Крым)

Церковь у табачного склада представляет собой маленькую однокамерную, одноапсидную базилику, построенную во второй половине XIV — начале XV века. Вокруг церкви находился могильник с каменными плитами, на которых видели как армянские, так и греческие надписи, но ни тех, ни других А. И. Маркевич не нашёл.
Раскопки Золотоордынской экспедиции Государственного Эрмитажа 1986 и 1997 годах показали, что церковь построена на грунтовом могильнике конца XIII — второй половине XIV века. Долгое функционирование могильника на одном месте привело к тому, что погребенные лежали в несколько ярусов, при этому зачастую нарушалось предыдущее погребение. Всего раскопано 52 погребения: некоторые из них совершены в каменных ящиках, перекрытых надгробными плитами; часть погребенных захоронена в деревянных гробах. Все они ориентированны головой на запад, кисти рук покоились на тазовых костях. Инвентарь беден: бусы, пуговицы, серьги, перстень, остатки погребальных венцов, несколько монет. Среди находок выделяется створка бронзового энколпиона, из погребения в восточном аркосолии.
Определить национальную принадлежность храма сейчас достаточно сложно, так как в нём есть архитектурные особенности, присущие и грекам и армянам. Один из основателей Русского географического общества, Пётр Кеппен, что много лет жил в Крыму и изучал его, считал эту церковь греческой. Основным аргументом было подобие этого строения другим крымским греческим церквам. Армянские специалисты, которые обследовали остатки храма в 1968 году, утверждают, что постройка принадлежала их соотечественникам.
А. В. Гаврилов, в книге, посвященной Старому Крыму, пишет следующее:

Конфессиональная принадлежность храма остается предметом дискуссий. Возможно, это греческий византийский храм, в архитектурном плане являющийся промежуточным звеном между архитектурными памятниками Балкан и Крыма. Тем не менее есть серьезные основания считать его армянским храмом.

Последнее археологическое исследование храма, проведённое в 1980-е годы экспедицией Государственного Эрмитажа под управлением М. Г. Крамаровского, подтвердило принадлежность сооружения к типу сельских византийских церквей.

## Архитектура
Церковь небольшая, зального типа, в плане прямоугольная. Апсида полукруглая, выступает на восток. Её размеры: 8,46×6,3 м, к западной стене пристроен притвор размером 5,0×4,0 м, площадью 29,6 м², толщина стен 0,87 м.
Кладка стен бутовая, с обтёсыванием лицевой стороны на известковом растворе. Проёмы дверей обрамлены слегка выступающими за поверхность стен наличниками.
Характерной особенностью сооружения является наличие двух равноценных южного и западного входов. Кроме небольших окон, расположенных довольно высоко, в стенах есть и арочные проёмы внизу, до середины закрыты плиточным полом. Из этого сделан вывод, что пол более поздний, а уровень древнего пола был значительно ниже.
Основные своды храма, вероятнее всего, были цилиндрическими. От перекрытия церкви осталась только основа коробового свода — широкие арки из тёсаного камня, опирающиеся пятами на каменные кронштейны, и круглые в сечении нервюры, вроде бы подставленные под основания арок.